# Жарёнова, Элеонора Александровна
Элеонора Александровна Жарёнова (2 сентября 1934, Москва, СССР — 24 июня 2025, там же) — советский и российский художник-монументалист, живописец, педагог.
Академик РАХ (2012; член-корреспондент 2006). Народный художник РФ (2002). Лауреат Государственной премии СССР (1984). Почётный работник высшего профессионального образования РФ (2000). Член Союза художников СССР с 1961 года.

## Биография
Родилась 2 сентября 1934 года в Москве. Училась в Московской средней художественной школе.
В 1954—1960 годах обучалась в Московском государственном художественном институте им. В. И. Сурикова при АХ СССР (мастерская народного художника СССР, академика А. А. Дейнеки).
В 1960 году в Москве прошла первая персональная выставка Жарёновой.
В 1961 году принята в Союз художников СССР.
С 1981 года преподавала в Московском государственном университете печати (с 1997 года — профессор).
Живописные произведения Жарёновой хранятся в таких собраниях, как Государственная Третьяковская галерея (Москва), Государственный Русский Музей (Санкт-Петербург), в художественных музеях городов: Тверь, Ярославль, Вологда, Тюмень, Томск, Пенза, Брянск, Красноярск, Архангельск, Иваново, Владимир, Ростов-на-Дону, Великий Ростов, Чита, Смоленск, Керчь, Переславль-Залесский и др.
Супруга народного художника РФ Владимира Васильцова, соавтора большинства её произведений. Дочь — Анастасия Васильцова, заслуженный художник РФ.
Скончалась 24 июня 2025 года в возрасте 90 лет. Похоронена на Пятницком кладбище.

## Творчество
Свои основные проекты по оформлению общественных зданий осуществила совместно со своим супругом, художником Владимиром Васильцовым. Они работают в таких техниках, как мозаика (флорентийская, римская), гобелен, витраж, фреска, инкрустация и т. д. Жарёнова так же работает в жанре станковой живописи и графики.

## Основные произведения
Совместно с В. К. Васильцовым:
- Мозаика в интерьере станции обслуживания «Жигули» (Москва, 1975 г.);
- Гобелен «Ленин — наше знамя» в зале заседаний административного здания (Москва, 1982 г., Государственная премия СССР)
- Горельефы «Космос» и «Математика» (римская мозаика) в ЦНИИЭП (Калуга, 1971 г.)
- Рельефы «Вода и Солнце» (римская мозаика) (ДК Гидрострой, 1973 г.)
- Декоративные композиции из металла (Дворец Молодежи, Донецк, 1974 г.)
- Горельеф «Лента Мебиуса» (римская мозаика) (ЦЭМИ АН СССР, Москва, 1976 г.);
- «Времена года» — витраж в здании советского посольства в Марокко (Рабат, 1976 г.);
- «Архитектурные памятники СССР» — интарсия (Дели, Индия, 1982 г.);
- «Древняя история Москвы» — флорентийская мозаика (Москва, станция метро «Нагатинская», 1982—1984 г.),
- «Гербы древних городов» — флорентийская мозаика (Москва, Свято-Данилов монастырь, 1988 г.),
- «Самоцветы» — 12 витражей с металлическим рельефом (Москва, Арбат, 1986 г.),
- «Соборы Кремля» — флорентийская мозаика (Москва, гостиница «Палас Отель», 1992 г.) и др.

## Награды
- Государственная премия СССР (1984)
- Народный художник РФ (2002)[1]
- Заслуженный деятель искусств РФ (1992)
- Медаль «В память 850-летия Москвы» (1997),
- Медаль «Ветеран труда» (1987).
- Благодарность РАХ (2017 г.)